# Polovina (Võrumaa)
Polovina – wieś w Estonii, w prowincji Võru, w gminie Meremäe.